# Veronica Escobar
Veronica Escobar (El Paso, 15 de septiembre de 1969) es una política estadounidense, que se desempeña como miembro de la Cámara de Representantes de los Estados Unidos por el 16.º distrito congresional de Texas desde 2019. Miembro del Partido Demócrata, previamente se desempeñó como comisionada del Condado de El Paso desde 2007 hasta 2011 y como jueza del Condado de El Paso desde 2011 hasta 2017.

## Biografía

### Primeros años y educación
Creció cerca de la granja de su familia con sus padres y cuatro hermanos. Asistió a Loretto Academy y Burges High School, antes de obtener su licenciatura en la Universidad de Texas en El Paso (UTEP) y su maestría en la Universidad de Nueva York.

### Carrera temprana
Trabajó como ejecutiva en una organización sin fines de lucro y como directora de comunicaciones de Raymond Caballero cuando era alcalde de El Paso. Enseñó inglés y literatura chicana en UTEP y El Paso Community College.
Fue elegida Comisionada del Condado de El Paso en 2006 y designada jueza del Condado de El Paso en 2010.

### Cámara de Representantes
Renunció a su cargo en agosto de 2017 para presentarse en las elecciones legislativas de 2018 para suceder a Beto O'Rourke en la Cámara de Representantes de los Estados Unidos por el 16.º distrito congresional de Texas, distrito sólidamente demócrata y de mayoría hispana. Ganó las primarias demócratas entre seis candidatos con el 61 por ciento de los votos.
En junio de 2018, junto con O'Rourke encabezaron protestas en la localidad fronteriza de Tornillo (Texas), contra la política de separación de familias de inmigrantes de la administración Trump. La ciudad está a solo millas del río Bravo/Grande, que marca la frontera con México. La administración Trump había creado una "ciudad-tienda" en Tornillo, donde los niños separados estaban retenidos sin sus padres.
Ganó las elecciones generales el 6 de noviembre, derrotando al republicano Rick Seeberger. Se convirtió en la primera mujer en representar el distrito 16. Con su victoria, Escobar y Sylvia Garcia se convirtieron en las primeras congresistas latinas de Texas. Aunque el distrito 16 ha sido durante mucho tiempo un distrito de mayoría hispana, Escobar es solo la segunda persona de la comunidad hispana en representarlo, siendo el primero Silvestre Reyes, predecesor de O'Rourke.
El 4 de febrero de 2020, Escobar entregó la respuesta en español al discurso del estado de la Unión del presidente Donald Trump. En ella, hizo referencia a la atención médica, la inmigración, la deuda nacional, la importancia de la diversidad, el tiroteo de El Paso de 2019, la desigualdad de riqueza, la violencia armada y el acuerdo comercial entre Estados Unidos, México y Canadá. Calificó a Trump y al Senado controlado por los republicanos como «la mayor amenaza para nuestra seguridad».